# Kasimir Graff

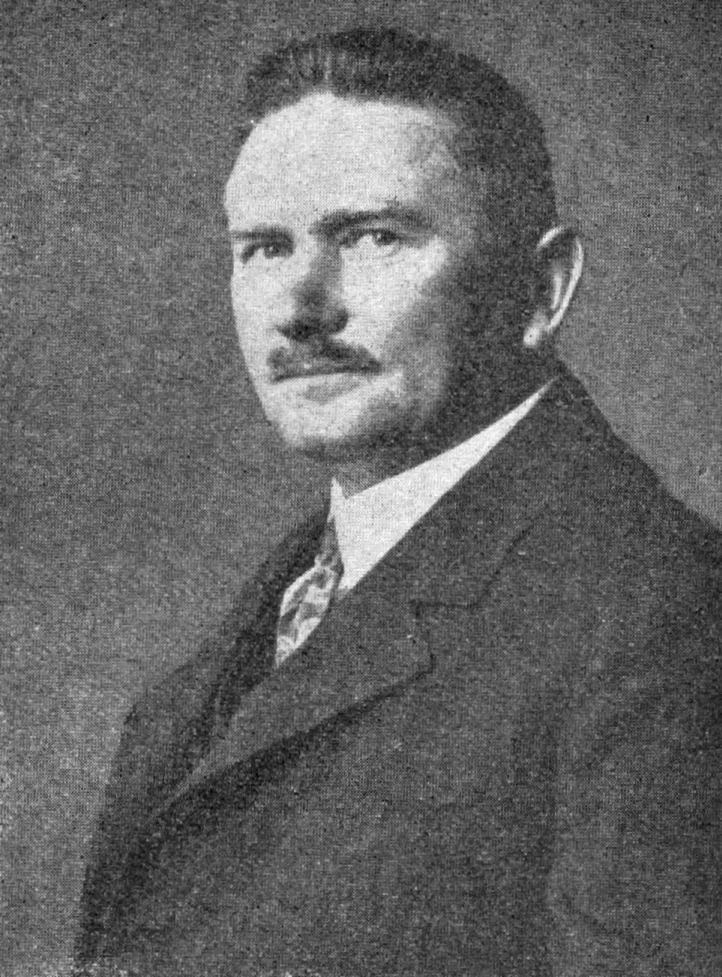
Max Fenichel; Kasimir Romuald Graff, ca. 1928

Kasimir Romuald Graff (* 7. Februar 1878 in Próchnowo, Kreis Kolmar i. Posen, Provinz Posen, Preußen; † 15. Februar 1950 in Breitenfurt bei Wien,  Niederösterreich) war ein deutsch-österreichischer Astronom.

## Leben
Als Sohn des Gutsbesitzers Stanislaus Graff und seiner Frau Valentina geborene Rother besuchte Kasimir Graff von 1888 bis 1897 das Mariengymnasium im damals preußischen Posen. Ab 1897 studierte er Astronomie, Physik, Mathematik und Geodäsie an der Friedrich-Wilhelms-Universität Berlin bei Wilhelm Foerster, Julius Scheiner und Julius Bauschinger. 1901 promovierte er zum Dr. phil. Im selben Jahr ging er als Assistent an die Hamburger Sternwarte. Sie lag damals noch am Holstenwall und stand unter der Leitung von Richard Schorr. Seit 1909 Observator an der neuen Sternwarte in Bergedorf, wurde er 1917 Professor an der Universität Hamburg. 1906/1907 nahm er an einer Studienreise nach Russland und 1914 an einer Sonnenfinsternisexpedition auf die Krim teil. Im Ersten Weltkrieg wurde er als Geodät und Kartograf eingesetzt.

### Berufung nach Wien und Sternatlas Beyer-Graff
1928 folgte er dem Ruf der Universität Wien auf ihren Lehrstuhl für Praktische Astronomie. Als Direktor der Universitätssternwarte Wien war er Nachfolger von Josef von Hepperger. Er konnte einige Verbesserungen der Sternwarten-Ausstattung durchsetzen, so den Einbau einer großen Hebebühne, mit der die Beobachtung am großen Refraktor erleichtert wurde. Das mühsame Auf- und Abhieven am höhenverschiebbaren "Astronomischer Stuhl" gehörte damit der Vergangenheit an. 
Graff galt als einer der besten visuellen Beobachter seiner Zeit, der z. B. die Turbulenzen in Jupiters äquatorparallelen Wolkenformationen genau untersuchte. Er war auch ein großer Förderer der wissenschaftlichen Volksbildung und Populärastronomie. 
Dadurch entstand – in Zusammenarbeit mit dem deutschen Amateurastronomen Max Beyer in den zwanziger Jahren der Beyer-Graff-Sternatlas, der erstmals in handlichem Format Sterne bis zur 9. Größenklasse verzeichnete. Das Werk erlebte bis 1950 drei Auflagen und fand sogar unter Beobachtern in den USA einige Beachtung. Ein über diese Grenzhelligkeit hinaus reichender Himmelsatlas entstand erst 1962 mit dem fotografischen Falkauer Atlas.

### Zwangspensionierung und Wiedereinsetzung 1945
Nach dem Anschluss Österreichs wurde Graff im April 1938 unter dem vorgeschobenen Vorwurf einer Unterschlagung umgehend beurlaubt und schließlich aus politischen Gründen zwangspensioniert. Die Leitung der Sternwarte wurde zunächst kommissarisch von Adalbert Prey übernommen, damals Inhaber des Lehrstuhls für Theoretische Astronomie. Am 1. September 1940 übernahm dann Bruno Thüring Sternwartenleitung und Lehrstuhl, ein Anhänger der sogenannten „Deutschen Physik“ und Freund des zu jener Zeit die deutsche Astronomie beherrschenden nationalsozialistischen Wissenschaftsfunktionärs Wilhelm Führer.
Die tatsächliche Amtsübernahme erfolgte am 20. Januar 1941, die Übergabe der Räume des Direktors konnte Thüring jedoch erst am 9. Mai 1941 mit einer Räumungsklage gegen Graff durchsetzen. Thüring konnte jedoch keine nachhaltige Wirkung entfalten, da er schon am 15. März 1943 zum Waffendienst einberufen wurde und bis zum Kriegsende trotz zahlreicher Anträge keine Unabkömmlichkeitsstellung erreichen konnte. Die Funktionen übernahm erneut der nun schon 70-jährige Prey.
Nach 1945 wurde Graff wieder als Direktor eingesetzt, worauf er umgehend die Räume des Direktors wieder bezog und die Hinterlassenschaften seines Vorgängers ausräumte, die er sorgfältig inventarisierte, vom „Totenkopf-Ölbild“ bis zum „Sahnekännchen mit Sprung“.
Er ging nun aber selbst bereits auf die 70 zu und ging am 1. Oktober 1948 daher in den Ruhestand.
Graff war Vertreter einer schon damals schwindenden Generation visueller Beobachter, der mit großem Beobachterfleiß, Fähigkeiten zu genauer Helligkeits- und Farbabschätzung begabt und mit Hilfe von ihm erfundener unterstützender Instrumente (Stern- und Flächenphotometer, Kreiskeilphotometer, Sternkolorimeter) einen reichen Fundus an akribisch aufgezeichneten Beobachtungen anhäufen konnte, wobei freilich deren Auswertung und Zusammenfassung manchmal ins Hintertreffen geriet.

### Ehrungen
Graff war ab 1929 Mitglied der Österreichischen Akademie der Wissenschaften, außerdem war er Mitglied der Päpstlichen Akademie der Wissenschaften und der Österreichischen Kommission für die internationale Erdmessung.
Der Mondkrater Graff ist nach ihm benannt (nicht aber der Asteroid (3202) Graff); weiters wurde in Breitenfurt bei Wien, wo der Astronom mit seiner Frau gewohnt hatte, die Dr. Kasimir Graff-Gasse ⊙ zu Ehren Graffs benannt.
Kasimir Graff heiratete 1905 in Berlin  Frida Hoffmann (1876–1939), 1943 heiratete er Maria Frank (* 1904). Beide Ehen blieben kinderlos.  Er wurde am Neustifter Friedhof bestattet. Der 1927 entdeckte Asteroid (933) Susi, der zu Ehren der Ehefrau Graffs benannt wurde, legt einen weiteren Vornamen der ersten Ehefrau nahe.

## Schriften (Auswahl)
- Grundriß der geographischen Ortsbestimmung aus astronomischen Beobachtungen. Berlin 1914; 2., neubearbeitete Auflage. Walter de Gruyter & Co., Berlin 1941.
- mit Hermann Lambrecht: Grundriss der Astrophysik. Leipzig 1928.
- Neureduktion von Holetscheks Nebelkatalog. In: Sitzungsberichte der Akademie der Wissenschaften in Wien. Mathemsatisch-naturwissenschaftliche Klasse. Band 156, 2a, 1948. S. 94–128.